# Jan Nilsson (företagsledare född 1950)
Jan G Nilsson, född 1950, är en svensk entreprenör och grundare av Switchcore, Optillion och Itact.